# Абрамов, Александр Дмитриевич
Александр Дмитриевич Абрамов (1892, Николаев, Херсонская губерния — 18 декабря 1967, Челябинск) — советский партийный и государственный деятель, председатель Вологодского (1940—1944) и Сумского (1944—1948) облисполкомов.

## Биография
Родился в 1892 в г. Николаев в семье рабочего-столяра. 
В 1907 г. окончил двухклассное ж.-д. училище в Екатеринославе.
В августе 1907 - ноябре 1909 года ученик слесаря на заводе братьев Лащавер. С ноября 1909 по август 1911 года  слесарь Екатеринославской фабрики металлических изделий «Шла».
С сентября по декабрь 1911 года находился под арестом.
С декабря 1911 по ноябрь 1912 слесарь-котельщик Никополь-Мариупольского завода в Мариуполе. С ноября 1912 по август 1914 года слесарь на заводе братьев Шодуар в Екатеринославе.
С августа 1914 года служил в русской армии; с августа 1915 по ноябрь 1918 года находился в плену в Австро-Венгрии. С декабря 1918 по апрель 1919 года слесарь на бывшем заводе братьев Шадуар в Екатеринославе.
С апреля 1919 по декабрь 1921 года служил в Красной армии; в 1919 году вступил в РКП(б).
В последующие годы находился на хозяйственной и партийной работе: уполномоченный Отдела топлива СНК Украинской ССР (январь — декабрь 1922), председатель заводского комитета, секретарь ячейки РКП(б) фабрики «Трёхгорная мануфактура» в Москве (1923—1925), директор Хамовнического пивоваренного завода (1926—1927), уполномоченный экономического управления ОГПУ при СНК СССР (1927—1928), заведующий Подотделом треста «Моссельпром» (1928—1929), заведующий Организационным отделом Армавирского районного комитета партии (1929—1930).
С сентября 1930 по май 1932 года учился в Коммунистическом университете имени Я. М. Свердлова, после чего заведовал Организационным отделом Коломенского районного комитета партии (1932), был заместителем директора завода № 8 по рабочему снабжению (Мытищи, 1933—1934), начальником политического отдела Епифанской машинно-тракторной станции (Московская область, 1934—1935).
С февраля 1935 года — секретарь Епифанского, с апреля 1937 года — секретарь Калужского районного комитета ВКП(б).
В октябре-декабре 1937 года — второй секретарь Организационного бюро ЦК ВКП(б) по Тульской области, затем — председатель Организационного комитета Президиума ВЦИК — Верховного Совета РСФСР по Вологодской области.
С 10 января 1940 года возглавлял исполнительный комитет Вологодского областного Совета, с сентября 1944 года — исполнительный комитет Сумского областного Совета.
С марта 1948 год был представителем Совета по делам колхозов при СМ СССР (по Винницкой области, с ноября 1949 — по Челябинской области).
С мая 1953 года — начальник Челябинского областного отдела лёгкой и пищевой промышленности; с марта 1954 года заведовал Челябинским областным отделом социального обеспечения.
Избирался депутатом Верховного Совета РСФСР 1-го созыва (1938—1947, от Вологодской области), Верховного Совета Украинской ССР 2-го созыва (1947—1951, от Сумской области), делегатом XVIII съезда ВКП(б) (1939, от Вологодской парторганизации).